# Simulator de tren

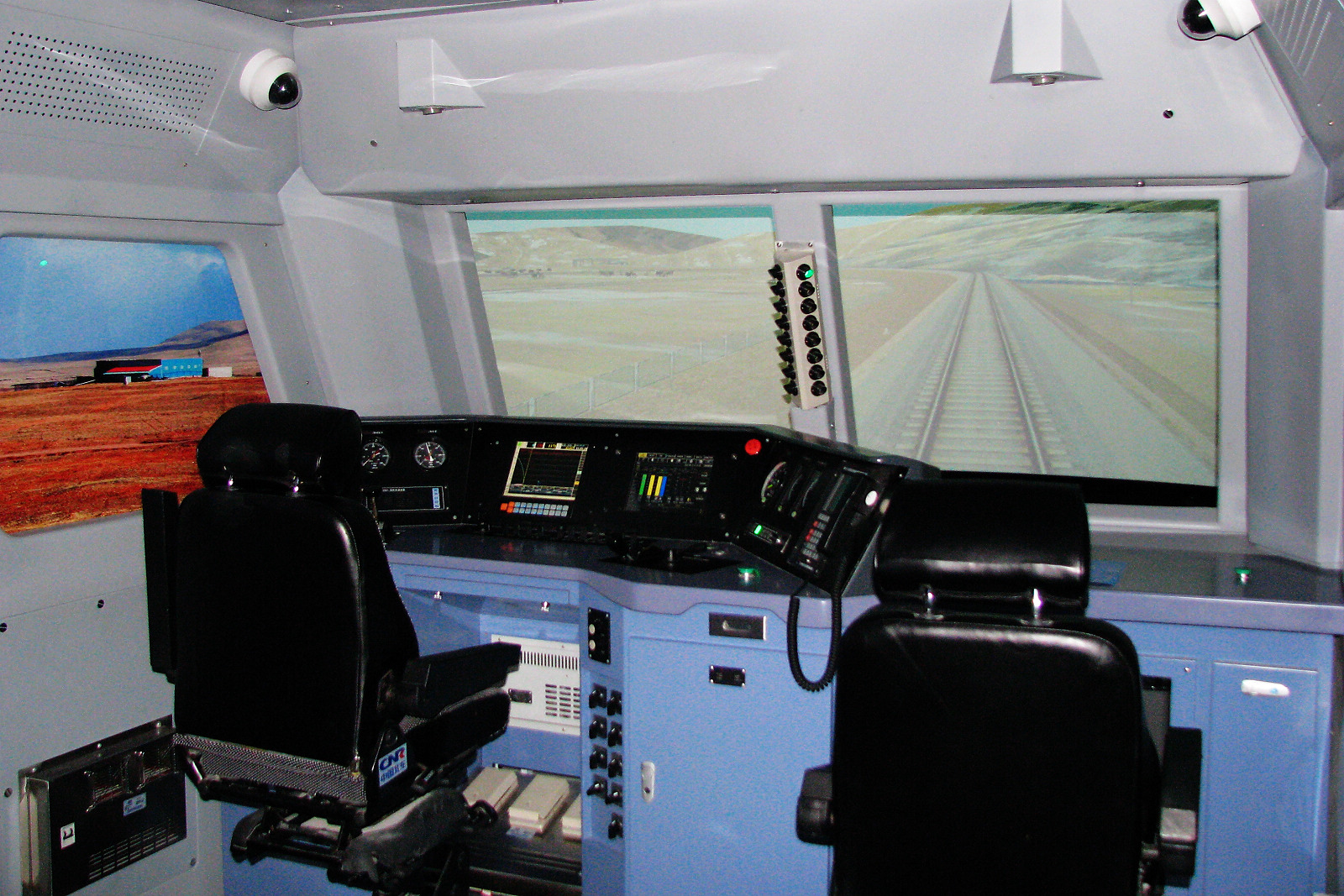
Un simulator de tren a locomotivei electrice, produsă de și

Un simulator de tren este o simulare a operațiunilor transportului feroviar. Ele sunt, în general, pachete de software mari și complicate care modelează o lume de realitate virtuală 3D, implementate atât ca antrenori comerciali, cât și software pentru jocuri pe calculator cu „moduri de joc” care permit utilizatorului să interacționeze prin pășirea în lumea virtuală. Datorită modelării vizuale de aproape, adesea cu viteză, software-ul pentru simularea trenului este, în general, mult mai complicat de scris și implementat decât programele de simulare de zbor.